# Monte Penna, Monte Trevine, Groppo, Groppetto
Monte Penna, Monte Trevine, Groppo, Groppetto este o arie protejată (arie specială de conservare — SAC, sit de importanță comunitară — SCI) din Italia întinsă pe o suprafață de 1.689 ha, integral pe uscat.

## Localizare
Centrul sitului Monte Penna, Monte Trevine, Groppo, Groppetto este situat la coordonatele 44°27′55″N 9°30′15″E / 44.465278°N 9.504167°E.

## Înființare
Situl Monte Penna, Monte Trevine, Groppo, Groppetto a fost declarat sit de importanță comunitară în iunie 1995 pentru a proteja 16 specii de animale. Situl a fost protejat și ca arie specială de conservare în martie 2019.

## Biodiversitate
Situată în ecoregiunea continentală, aria protejată conține 16 habitate naturale: Mlaștini turboase de tranziție și turbării mișcătoare, Pante stâncoase calcaroase cu vegetație casmofită, Pante stâncoase silicioase cu vegetație casmofită, Grohotișuri silicioase de la nivelul montan până la nivelul zăpezii (Androsacetalia alpinae și Galeopsietalia ladani), Păduri de Castanea sativa, Formațiuni de Juniperus communis pe lande sau pajiști calcaroase, Formațiuni ierboase bogate în specii de Nardus, dezvoltate pe substraturi silicioase în zone montane (și în zone submontane, în Europa continentală), Izvoare petrifiante cu formare de travertin (Cratoneurion), Păduri aluvionare cu Alnus glutinosa și Fraxinus excelsior (Alno-Padion, Alnion incanae, Salicion albae), Pajiști alpine și boreale, Peșteri inaccesibile publicului, Liziere de ierburi înalte hidrofile de câmpie și de nivel montan până la alpin, Pajiști calaminariene cu Violetalia calaminariae, Pajiști uscate europene, Grohotișuri termofile și vest-mediteraneene, Pajiști uscate seminaturale și facies de acoperire cu tufișuri pe substraturi calcaroase (Festuco-Brometalia) (* situri importante pentru orhidee).
La baza desemnării sitului se află mai multe specii protejate:
- păsări (13): uliu porumbar (Accipiter gentilis), fâsă-de-câmp (Anthus campestris), acvilă de munte (Aquila chrysaetos), șerpar (Circaetus gallicus), botgros (Coccothraustes coccothraustes), șoim călător (Falco peregrinus), vânturel roșu (Falco tinnunculus), sfrâncioc roșiatic (Lanius collurio), ciocârlie de pădure (Lullula arborea), gaia neagră (Milvus migrans), pietrar sur (Oenanthe oenanthe), viespar (Pernis apivorus), silvie de zăvoi (Sylvia borin)
- amfibieni (1): Speleomantes strinatii
- mamifere (1): lupul (Canis lupus)
- nevertebrate (1): Rosalia alpina

Pe lângă speciile protejate, pe teritoriul sitului au mai fost identificate 32 de specii de plante, 3 specii de amfibieni, 5 specii de mamifere, 1 specie de nevertebrate, 2 specii de reptile.